# Android Marshmallow
Android 6.0–6.0.1 „Marshmallow” (nazwa kodowa M w trakcie prac rozwojowych) – szósta z kolei odsłona systemu operacyjnego Android. Została zaprezentowana 28 maja 2015 roku na konferencji Google I/O, trafiła do dystrybucji w październiku tego samego roku
Podczas prac nad Marshmallow twórcy skupili się przede wszystkim na ulepszeniu ogólnej wygody użytkowania względem wcześniejszej wersji systemu, wprowadzili m.in.:
- nową architekturę zarządzania pozwoleniami,
- nowe API do kontekstowych inteligentnych asystentów osobistych,
- nowy system zarządzania zużyciem energii z baterii, zmniejszający aktywność urządzenia w trybie uśpienia,
- natywne wsparcie dla czytników linii papilarnych i konektorów USB-C.
- możliwość przeniesienia danych i aplikacji na kartę microSD oraz wykorzystania jej jako głównego banku pamięci urządzenia.

We wrześniu 2016 18,7% wszystkich urządzeń łączących się ze sklepem Google Play korzystało z systemu Android w wersji 6.0

## Aktualizacja
Pierwsze urządzenia, które otrzymały tę wersję – Nexus 5, Nexus 6, Nexus 7 (2013), Nexus 9 i odtwarzacz Nexus. Bezpośrednia aktualizacja była możliwa z Androida 5.0 i 5.1.
Po Nexus aktualizacja była dostępna dla wielu sztandarowych smartfonów Alcatel, Samsung, Huawei, HTC, Sony, LG i smartfona Oneplus.